# Barbara Ullmann

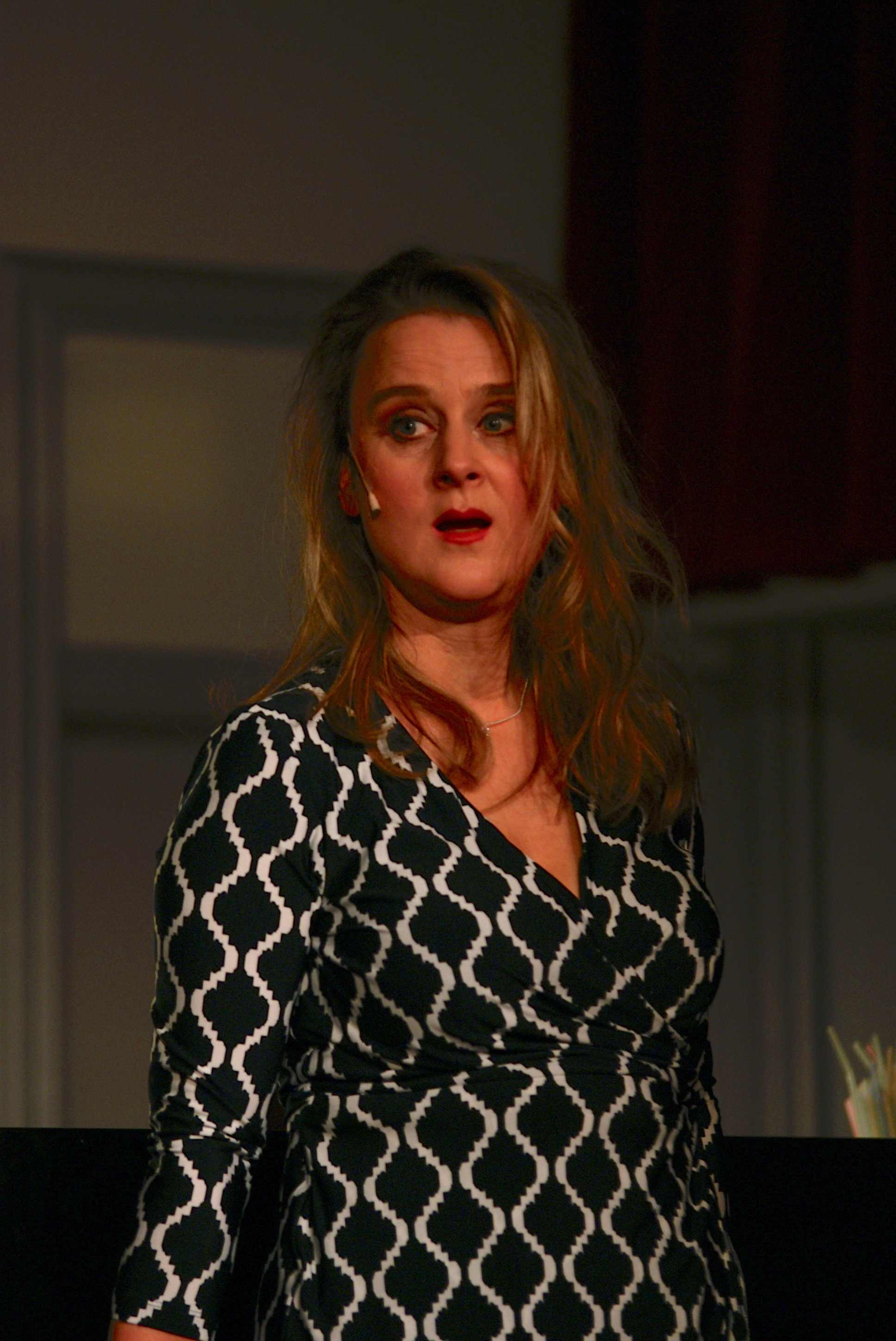
Barbara Ullmann, in „Erstes Album Trier“, 2016

Barbara Ullmann (* 20. Juni 1964) ist eine deutsche Schauspielerin, Sängerin und Bloggerin. Außerdem arbeitet sie als Sprach- und Persönlichkeits-Coach.

## Leben
Ullmann erwarb ein Diplom an der Hochschule für Musik und Darstellende Kunst in Graz/Österreich. Sie ist seit 2010 festes Ensemblemitglied am Theater Trier. Außerdem hatte sie Engagements in Berlin, Luxemburg, Bern, St. Gallen, Tübingen, Esch/Alzette(Luxemburg), Coburg und Wiesbaden.
Im Tatort: Adams Alptraum spielte sie 2014 an der Seite von Devid Striesow eine Episodenhauptrolle.
Darüber hinaus hat Barbara Ullmann Lehraufträge für „Professionelles Auftreten“ an der Universität Trier und der Universität Luxemburg, ist als Coach und Trainerin im Bereich Sprech-, Stimm- und Persönlichkeitstraining tätig und arbeitet als Hörbuch- und Synchronsprecherin.
Seit einigen Jahren bloggt Barbara Ullmann unter dem Namen „dramaqueenatwork“ zum Thema Lifestyle.
Sie hat zwei erwachsene Söhne und lebt in Trier.

## Auszeichnung
- Trierer Publikums- und Kritikerpreis „Theatermaske“ 2012[1]

## Theater (Auswahl)
- Florence Foster-Jenkins - "Souvenir" - Stephen Temperly[2][3][4]
- Lily Harrisson - "Sechs Tanzstunden in sechs Wochen"- Richard Alfieri[5]
- Mutter Courage – „Mutter Courage“ – Bertolt Brecht[6]
- Elisabeth – „Maria Stuart“ – Friedrich Schiller[7]
- Puck- „Ein Sommernachtstraum“ – William Shakespeare[8]
- Annette Reille – „Der Gott des Gemetzels“ – Jasmina Reza[9]
- Mathilde von Zahnd – „Die Physiker“- Friedrich Dürrenmatt[10]
- Antonia – „Offene Zweierbeziehung“ – Dario Fo[11]
- Amme – „Romeo und Julia“ – William Shakespeare
- Die junge Frau – „Der Reigen“ – Arthur Schnitzler
- Helena – „Ein Sommernachtstraum“ – William Shakespeare
- Sylvia – „Damen der Gesellschaft“ – Boothe Luce
- Elisabeth – „Don Carlos“ – Friedrich Schiller
- Dorine – „Tartuffe“ – Moliere
- Minna – „Minna von Barnhelm“ – G.E.Lessing
- Johanna – „Die heilige Johanna“ – George B. Shaw

## Musical (Auswahl)
- Fräulein Schneider – „Cabaret“[12]
- Magenta – „Rocky Horror Picture Show“
- Sally Bowles – „Cabaret“

## Werke
- Das große Buch der Kinderfeste
- Hörbuch „Kamillenblumen“, Roman aus der Eifel von Ute Bales
- Live-CD „So im Herzen und im Kopf“

## Solo-Programme
- Nitribitt und Nierentisch (Schlager und Chansons der 1950er-Jahre)
- Lieder eines armen Mädchens (Friedrich Holländer, Chansons)
- Marlene Dietrich (Chansons)